# 1908 en combiné nordique
| Années du combiné nordique : 1905 - 1906 - 1907 - 1908 - 1909 - 1910 - 1911    |
| Décennies du combiné nordique : 1870 - 1880 - 1890 - 1900 - 1910 - 1920 - 1930 |

Cette page reprend les résultats de combiné nordique de l'année 1908.

## Festival de ski d'Holmenkollen
L'édition 1908 du festival de ski d'Holmenkollen a été remportée par le norvégien Albert Larsen.
Le podium est complété par ses compatriotes Einar Kristiansen et Knut Holst.

## Championnats nationaux

### Championnat d'Allemagne
Le champion d'Allemagne fut Bruno Biehler (de).

### Championnat de France
La deuxième édition du championnat de France de combiné eut lieu à Chamonix, lors de la semaine internationale des sports d'hiver.
Les résultats de cette compétition manquent.

### Championnat de Suisse
La quatrième édition du Championnat de Suisse de ski a lieu à Engelberg.
Le titre revint à Luigi Carettoni, de Saint-Moritz.